# Lucas Pereira
Pour les articles homonymes, voir Pereira.
Waldir Lucas Pereira Filho, né le 5 février 1982 à Campinas et mort le 20 juin 2021 dans la même ville, était un footballeur brésilien évoluant au poste d'attaquant. 

## Biographie
Après un début de carrière au club de Ponte Preta et au club de Portuguesa, au Brésil, il quitte son pays natal pour rejoindre l'Europe et l'ACA.
Il inscrit 16 buts toutes compétitions confondues avec l'ACA mais quitte le club corse à la suite de sa relégation en Ligue 2.
Il repart alors vers sa terre natale, puis au Portugal, avant de revenir dans le groupe ajaccien en Ligue 2 pour la saison 2007-2008.
Sa famille annonce son décès le 20 juin 2021 des suites de la Covid-19,.

## Carrière
- 2000-2003 : AA Ponte Preta  Brésil
- 2003-juin 2004 : Portuguesa de Desportos  Brésil
- juillet 2004-août 2006 : AC Ajaccio  France
- août 2006-janvier 2007 : AD São Caetano  Brésil
- 2007-2007 : AC Ajaccio [retour de prêt]  France
- 2007-2007 : Vitoria Guimarães  Portugal
- 2007-2008 : AC Ajaccio  France
- juin 2008-janvier 2009 : Samsung Bluewings  Corée du Sud
- 2009 : Duque de Caxias  Brésil
- 2009-2010 : Al-Markhiya  Qatar
- 2010 : Villa Rio  Brésil
- 2010-2011 : Ethnikós Le Pirée  Grèce
- 2011-2012 : Metropolitano  Brésil
- 2012 : América Futebol Clube  Brésil[3]

## Palmarès
- Champion de Corée du Sud en 2008 avec les Samsung Bluewings

## Statistiques
- 62 matchs et 16 buts en Ligue 1
- 27 matchs et 6 buts en Ligue 2